# Andorre aux Jeux olympiques d'hiver de 1998
La principauté d'Andorre participe à ses septièmes Jeux olympiques d'hiver depuis sa première apparition dans la compétition en 1976 à Innsbruck, en Autriche. Trois athlètes andorran, tous skieurs alpins, prennent part à la manifestation. La délégation andorrane ne récupère pas de médailles à l'issue de la compétition.

## Athlètes engagés

### Ski alpin

#### Hommes
| Nom           | Discipline   | Manche 1        | Manche 2        | Total           | Total |
| Nom           | Discipline   | Temps           | Temps           | Temps           | Rang  |
| ------------- | ------------ | --------------- | --------------- | --------------- | ----- |
| Victor Gómez  | Super-G      |                 |                 | N'a pas terminé | –     |
| Gerard Escoda | Slalom géant | 1 min 25 s 23   | N'a pas terminé | N'a pas terminé | –     |
| Victor Gómez  | Slalom géant | 1 min 25 s 07   | N'a pas terminé | N'a pas terminé | –     |
| Victor Gómez  | Slalom       | N'a pas terminé | –               | N'a pas terminé | –     |
| Gerard Escoda | Slalom       | N'a pas terminé | –               | N'a pas terminé | –     |

#### Femmes
| Nom        | Discipline   | Manche 1        | Manche 2 | Total           | Total |
| Nom        | Discipline   | Temps           | Temps    | Temps           | Rang  |
| ---------- | ------------ | --------------- | -------- | --------------- | ----- |
| Vicky Grau | Slalom géant | N'a pas terminé | –        | N'a pas terminé | –     |
| Vicky Grau | Slalom       | 48 s 41         | 49 s 28  | 1 min 37 s 69   | 19    |